# Veronica's kamer
Veronica's kamer (originele titel: Veronica's Room) is een toneelstuk van Ira Levin uit 1973.

## Verhaal
Het is 1973. Susan heeft sinds kort een relatie met Larry. Wanneer ze op een avond gaan dineren in een restaurant worden ze aangesproken door John en Maureen Mackey, een koppel op leeftijd. John en Maureen doen het huishouden in het landhuis van een rijke, ondertussen overleden zakenman. Die zakenman had drie kinderen: Cissy, Veronica en Conrad. Enkel Cissy leeft nog, maar is dement en waant zich nog steeds in 1935. John en Maureen vinden dat Susan als twee druppels water lijkt op Veronica. Ze overtuigen Susan om op bezoek te komen in de hoop dat Cissy haar herkent als Veronica en ze daardoor voor enige tijd terug bij geest is. Susan en Larry gaan op bezoek bij John en Maureen Mackey waar ze naar de slaapkamer van Veronica worden geleid. Deze kamer is intact gebleven sinds Veronica haar dood in 1935 ten gevolge van tuberculose. Susan verkleedt zich als Veronica en repeteert met John, Maureen en Larry enkele replieken in om bij Cissy niet door de mand te vallen. Wanneer Susan alleen in de kamer is, wordt ze plots opgesloten. Dan merkt ze dat alle ramen gietijzeren tralies hebben en ontsnappen onmogelijk is.
John en Maureen keren terug en zijn plots 20 jaar jonger en hebben een totaal andere personaliteit. Zij behandelen Susan alsof ze Veronica is en stellen zich voor als haar ouders Lloyd en Nedra. Ze beschuldigen "Veronica" van moord op Cissy. Cissy kwam er achter dat Veronica een seksuele relatie had met haar broer Conrad. Daarom vermoordde Veronica Cissy in de kolenkelder. Om dit alles in de doofpot te houden, investeerden Lloyd en Nedra veel geld aan verbouwingen en zwijggelden. Zo hoopten ze dat iedereen zou volhouden dat het incident in de kolenkelder een ongeluk was. Veronica werd sindsdien in haar kamer opgesloten en niemand mocht bij haar komen omdat ze de besmettelijke ziekte tuberculose zou hebben. Conrad werd op kostschool gestuurd. Susan tracht hen duidelijk te maken dat zij niet Veronica is en dat het 1973 is en niet 1935 zoals Lloyd en Nedra beweren. Ze legt hen ook uit dat ze op vraag van John en Maureen op bezoek is tezamen met Larry. Lloyd en Nedra beweren dat ze John en Maureen niet kennen en nog nooit van Larry hebben gehoord. Ook alle spullen in de kamer tonen duidelijk aan dat men zich in 1935 bevindt. Ze verklaren Veronica gek en halen huisdokter Simpson er bij.
Deze huisdokter blijkt Larry te zijn, die ook beweert dat het 1935 is en dat Susan wel degelijk Veronica is. Susan is mentaal gebroken en uit noodzaak geeft ze alles toe in de hoop dat ze wordt vrijgelaten. Nedra overtuigt Lloyd en dokter Simpson om Veronica te doden, wat ook gebeurt. Na haar dood blijkt dat dokter Simpson een necrofiel is en hij verkracht het lijk van Susan. Verder blijkt dat Lloyd en Nedra in werkelijkheid Veronica en Conrad zijn. Dokter Simpson is hun zoon. Ook is dit niet hun eerste moord en blijven ze op zoek gaan naar andere vrouwen die eenzelfde lot zullen ondergaan.

## Rolverdeling
Omwille van de plot zal men op vraag van de auteur in de programmaboekjes niet de namen van de personages vermelden. Ook in de toneelteksten staan de dialogen niet aangegeven met de naam, maar met een van volgende aanduidingen:
- vrouw: de rollen van Maureen, Nedra en (de echte) Veronica
- man: de rollen van John, Lloyd en Conrad
- jongen: de rollen van Larry en dokter Simpson
- meisje: de rollen van Susan en (de verklede) Veronica

In de originele Broadway-productie speelden Eileen Heckart de vrouw, Arthur Kennedy de man, Kipp Osborne de jongen en Regina Baff het meisje.